# Lac Eloika
Le lac Eloika est situé dans la partie orientale de l'État de Washington, à une quinzaine de kilomètres au nord de la ville de Spokane.
Son premier nom fut celui de « lac de Nef », donné par le père jésuite belge Pierre-Jean De Smet en honneur du mécène belge Pierre de Nef. Le site  prit aussi le nom d'une famille de la région et s'est appelé au début du XXe siècle Blake's Lake, avant de revenir à une appellation amérindienne. Il est particulièrement réputé pour ses eaux poissonneuses et ses rives sont peuplées d'élans.